# RBBP7
La proteína 7 de unión al retinoblastoma (RBBP7) es una proteína codificada en humanos por el gen RBBP7.
Esta proteína es una proteína nuclear expresada ubicuamente, perteneciente a una subfamilia altamente conservada que posee repeticiones WD. RBBP7 es una de las muchas proteínas que se unen directamente a la proteína del retinoblastoma, y regulan la proliferación celular. Además, esta proteína se puede encontrar en muchos complejos de histona deacetilasas, incluyendo el complejo correpresor mSin3. También está presente en complejos proteicos implicados en el ensamblaje de la cromatina. Esta proteína puede interaccionar con el gen supresor de tumores BRCA1, por lo que podría tener un papel en la regulación de la proliferación y diferenciación celular.

## Interacciones
La proteína RBBP7 ha demostrado ser capaz de interaccionar con:
- HDAC1[3][4][5][6]
- MTA2[3][5]
- SIN3A[7][8]
- Proteína del retinoblastoma[9][1]
- SAP30[7][5][8]
- GATAD2B[10]
- BRCA1[11][12][9]